# Стуб'я
 Стуб'я (пол. Stubia — річка в Польщі, у Грифінському повіті Західнопоморського воєводства. Права притока Одри (басейн Балтійського моря).

## Опис
Довжина річки приблизно 4,93 км, найкоротша відстань між витоком і гирлом — 4,41  км, коефіцієнт звивистості річки — 1,12.

## Розташування
Бере початок у селі Старі Лісогуркі ґміни Мешковице на відстані приблизно за 12 км на південно-східній стороні від міста Цединя. Тече переважно на північний захід і біля села Секерки (ґміна Цединя) впадає у річку Одру.

## Цікавий факт
- Витоки річки розташовані біля Цединського ландшафтного заказника.